# Лебедєв Віктор Лук'янович
Віктор Лук'янович Лебедєв (нар. УРСР) — радянський футболіст, тренер та спортивний функціонер.

## Життєпис

### Кар'єра гравця
У 1946 році грав за одеське «Динамо». У 1949 році перебрався до чернівецького «Динамо», яке в тому ж році дебютувало серед команд майстрів. Подальші виступи Віктора разом із командою були вже пов'язані із рівнем КФК (чемпіонат УРСР) та кубком УРСР, в якому вони в 1950 та 1952 році доходили до чвертьфінальної стадії.

### Кар'єра тренера
По завершенні кар'єри гравця розпочав тренерську діяльність. У сезоні 1967 року змінив на посаді головного тренера чернівецької «Буковини»: Миколу Кузнєцова, а в 1968 році при підтримці Анатолія Савицького, завоював перші медалі на клубному рівні — срібні призери Чемпіонату Української РСР. Після виходу у другу групу класу «А» чемпіонату СРСР у 1969 році зайняв посаду технічного директора клубу (начальник команди), а головним тренером призначили Михайла Михалану. Після чого працював дитячо-юнацьким тренером в ДЮСШ «Буковина», а у 1973 році знову займав посаду начальника чернівецької команди.

## Досягнення
- Чемпіонат УРСР
  -  Срібний призер (1): 1968